# Wahrnehmungspsychologie
Die Wahrnehmungspsychologie untersucht den subjektiven Anteil der Wahrnehmung, der durch die objektive Sinnesphysiologie nicht erklärt werden kann. Die Gegenstände der allgemeinen Sinnesphysiologie unterscheiden sich in objektive (physikalisch-chemische) und subjektive Beziehungen zwischen Reizen und deren Empfindung. Bei physikalisch definierbaren Reizen spricht man von Psychophysik, bei Reizen, die nicht oder nur sehr schwer physikalisch beschreibbar sind (wie etwa bei der Gesichtserkennung), spricht man von Wahrnehmungspsychologie.

## Überblick
Mit den Sinnen erfassen Lebewesen physikalische Eigenschaften ihrer Umwelt und ihres eigenen Körpers. Es besteht jedoch ein erheblicher Unterschied zwischen dem, was ein Sinnesorgan eines Lebewesens erfasst, und dem, was das Lebewesen wahrnimmt. So werden beispielsweise beim Betrachten eines Laubbaumes abertausende von Blättern auf die Netzhaut des Auges projiziert, doch ein Mensch nimmt diese meist nicht einzeln wahr, sondern „sieht“ den Baum als Ganzes. Auch entspricht die subjektive Wahrnehmung nicht immer den objektiv gegebenen physikalischen Reizen, die diese Wahrnehmung angestoßen haben. Besonders deutlich zeigt sich dieser Unterschied in Wahrnehmungstäuschungen, aber auch in anderen Wahrnehmungsprozessen, die helfen, konstante Eigenschaften eines Objekts unabhängig von veränderlichen Umweltbedingungen wahrzunehmen, wie im Falle der Farbkonstanz.
Eine entscheidende Rolle für das subjektive Erleben von Sinneseindrücken spielt die Aufmerksamkeit auf die jeweiligen Reize. Der Druck der Kleidung auf der Haut wird zum Beispiel die meiste Zeit über nicht gespürt, außer man fokussiert das eigene Empfindungsvermögen gezielt auf diesen Reiz.
Auf dem Weg zwischen physischem Sinnesorgan und mentalem Erkennen werden Informationen gefiltert, zusammengefasst, in Kategorien unterteilt und nach Wichtigkeit geordnet. Dieser komplexe Vorgang wird Perzeption genannt und ist einer der Untersuchungsgegenstände der Wahrnehmungspsychologie.
Um Wahrnehmungen zu verstehen, ist es hilfreich, ihre biologischen Grundlagen zu kennen, vor allem Bau und Funktion der Sinnesorgane und deren neurobiologische Vernetzung mit dem Gehirn. Die Wahrnehmungspsychologie beginnt daher stets mit einer Untersuchung dieses „Ausgangsmaterials“. Dabei kann man sich darauf beschränken, den Vorgang der Wahrnehmung zu beschreiben, oder man versucht, die Funktionsweise zu erklären.

## Teilthemen
Teilthemen der Wahrnehmungspsychologie in oben genanntem Sinne sind unter anderem:
- Wahrnehmungstheorie
- Psychophysik
- Theorien der Wahrnehmungsorganisation
- Gestaltpsychologie
- Somatotopik

## Geschichtliche Entwicklung
Der Bereich der Wahrnehmung spielte in der Geschichte der Psychologie oft eine herausragende Rolle. Ende des 19. Jahrhunderts, als in der Physiologie der Aufbau und die Funktion des Nervensystems entdeckt wurde, bildete sich eng an die Physiologie und deren apparativer Ausstattung angelehnt ein neuer Zweig der akademischen Psychologie heraus, der erstmals Wahrnehmungsvorgänge (auch „unmögliche“ wie etwa optische Täuschungen) systematisch untersuchen konnte. Aufgrund der exakt kontrollierbaren Versuchsaufbauten (im visuellen Bereich z. B. Art und Form der Vorlage, Farbe, Entfernung, Größe, Lichtverhältnisse, Kontext, Position im Wahrnehmungsbereich, Beobachtungszeit etc.) konnten auf experimentellem Wege Wahrnehmungsvorgänge und deren Grenzen erfasst werden.

## Der Vorgang des Wahrnehmens
Der Wahrnehmungsprozess wird im Allgemeinen in drei Stufen unterteilt: Empfinden, Organisieren und Einordnen. Auf der ersten Stufe entsteht z. B. beim Sehen das Abbild eines Objektes auf der Netzhaut. Im zweiten Schritt muss das Gesehene organisiert, d. h. zu einer festen Form zusammengesetzt werden. Menschen, denen diese Fähigkeit fehlt, erleben die Welt als unzusammenhängend und gestückelt (vgl. Marcel, 1983 der Fall des Dr. Richard). Auf der dritten Stufe wird den Sinneseindrücken eine Bedeutung zugeordnet, sie werden kategorisiert und eingeschätzt. So wird aus dem gesehenen Objekt ein „Mensch“ oder eine „Vase“. Erst dieser letzte Schritt macht eine adäquate Reaktion auf das Wahrgenommene überhaupt möglich (siehe Wahrnehmungstheorie).
Zum Thema Organisation siehe auch Konstanzphänomen.

## Proximaler und distaler Reiz
Als „distaler Reiz“ wird das gesehene Objekt bezeichnet, als „proximaler Reiz“ sein Abbild auf der Netzhaut. Zwischen diesen beiden Reizen bestehen mehr Unterschiede, als sich auf den ersten Blick vermuten lassen. Ein wichtiger Unterschied ist die Dimension, denn das Abbild ist zweidimensional, wohingegen das „Original“ dreidimensional ist. Weiterhin sehen wir oft nicht das ganze Objekt, sondern nur Teile davon. Oder wir sehen es aus unterschiedlichen Perspektiven. Wenn wir zum Beispiel ein rechteckiges Bild von der Seite sehen, hätte sein zweidimensionales Netzhautbild die Form eines Trapezes, dennoch erkennen wir es als Rechteck. Um das Objekt erkennen zu können, muss unser Gehirn auf Erfahrungen und Mechanismen zur Wiedererkennung zurückgreifen.

## Verschiedene Ansätze

### Die Theorie des Hermann von Helmholtz
Nach Hermann von Helmholtz trägt die Erfahrung entscheidend zu unserer Sicht der Umwelt bei. Laut der von ihm 1866 aufgestellten Theorie benutzen wir diese unbewusst, um über das Wahrgenommene zu schlussfolgern. In unserem gewohnten Umfeld erlaubt uns diese „unbewusste Schlussfolgerung“, schnell und effektiv wahrzunehmen, da wir nur wenige Hinweisreize benötigen. In unbekannten Situationen führt sie jedoch häufig zu falschen Interpretationen.

### Die ökologische Wahrnehmungstheorie des James J. Gibson
Nach James J. Gibson fehlt den meisten Wahrnehmungstheorien a) die genaue Analyse der Informationen in der Umwelt, b) die Berücksichtigung der Aktivität von Lebewesen und c) die Spezifizierung der Wahrnehmungsangebote der Welt nach der Artspezifik der jeweils interessierenden Lebewesen. Indem er diese Aspekte untersucht, zeigt er, dass weit mehr strukturelle Informationen aus der Umwelt zu erhalten sind, als dies in den anderen Konzeptionen möglich erscheint. Z.B. muss Dreidimensionalität der Wahrnehmung nicht aus einem oder mehreren Retinabildern konstruiert werden, sondern ergibt sich aus Verdeckungen und Aufdeckungen von Strukturen durch die Bewegung eines Menschen oder Tieres. Aus der Aktivität von Lebewesen ergibt sich, dass nicht „einzelne Reize“ von zentraler Bedeutung sind, sondern Invarianten über Zeit und Bewegung. Mit dem Konzept des Angebotes verweist er darauf, dass bei wesentlich gleicher physischer Konstruktion der Augen, etwa einer Maus, eines Menschen oder eines Elefanten, die Handlungsangebote einer Rolltreppe sehr unterschiedlich wahrgenommen werden.